# Поццуолі
Поццуолі (італ. Pozzuoli) — місто та муніципалітет в Італії, у регіоні Кампанія,  метрополійне місто Неаполь. Відомий гідромінеральний курорт.

## Назва
Антична назва — Дикеархія (грец. Δικαιαρχία), що перекладається як «місто правосуддя». Римляни переназвали місто на лат. Puteoli.

## Географія
Поццуолі розташоване на мисі, що виступає у затоці Поццуолі (частина затоки Неаполя). Знаходиться на відстані близько 185 км на південний схід від Рима, 12 км на захід від Неаполя.

## Історія

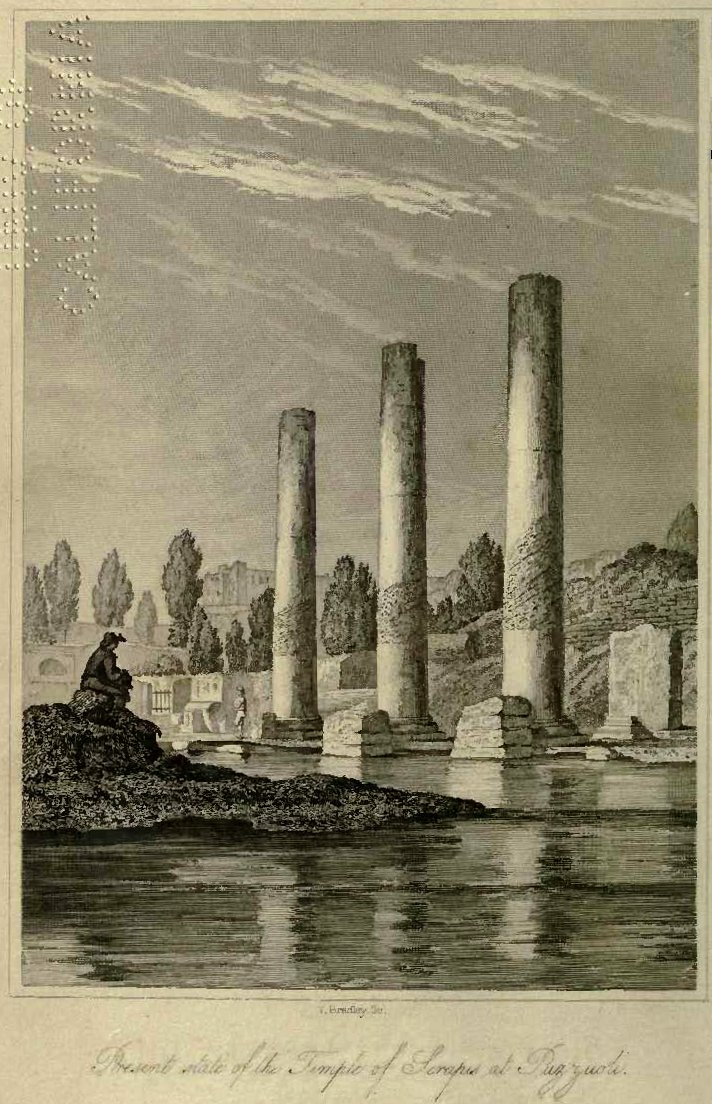
Фронтиспис книги Чарльза Лаєлла Principles of Geology 1830 року з руїнами ринкової площі

Зсноване грецькими емігрантами у 529 р. до н. е. під назвою Дикеархія. Захоплене римлянами під час Самнітських воєн. Статус колонії місто отримало у 194 до н. е.
У 214 році до н. е. місто потрапило в облогу карфагенського генерала Ганнібала під час Другої Пунічної війни.
В часи Римської імперії Паццуолі було важливим портом і торговим центром. У місті функціонували лазні, некрополь, амфітеатр 1-го століття н. е., що зберігся до нашого часу. Місто занепало разом з імперію. Через сейсмічну активність вулкану Сольфатара жителі міста переселилися до Неаполя . Частина римських пам'яток (ринкова площа, що тривалий час помилково називали Храмом Серапіса) опустилася разом з землею і тепер занурена у затоці. Собор святого Проколо має у своїй будові кілька античних колон храму Августа.

## Визначні пам'ятки

### Природні
Біля міста розміщений напівактивний вулкан Сольфатара, у гирлі якого проводять екскурсії для туристів.
Гора Нова (італ. Monte Nuovo) утворилася внаслідок виверження вулкану у 1538 році. Зараз там знаходиться природний заповідник.

### Архітектурні
- Амфітеатр Флавія
- Собор святого Проколо
- Руїни ринкової площі

## Демографія
Населення — 81 824 особи (2014).
Щорічний фестиваль відбувається 16 листопада. Покровитель — San Procolo.
Тут видобувають вулканічний туф, що йде на виробництво відомого цементу поццоляна, названого на честь міста. Багато жителів працює у сусідньому індустріальному районі Неаполя Багнолі (італ. Bagnoli) у металургії. 
Населення за роками:

Станом на 1 січня 2023 року в муніципалітеті офіційно проживали 2092 іноземці з 96 країн, серед них 368 громадян країн Євросоюзу та 406 громадян України.

## Транспорт
Місто знаходиться на залізничній лінії Рим-Неаполь. З Неаполя до міста їздить електричка. Станція називається Поццуолі-Сольфатара.
У місті є маленький торговий порт.

## Сусідні муніципалітети
- Баколі
- Джульяно-ін-Кампанія
- Неаполь
- Куарто

## Міста-побратими
- Айос-Дімітріос, Греція (1986)
- Щецин, Польща (1993)
- Тарраґона, Іспанія (2003)

## Галерея

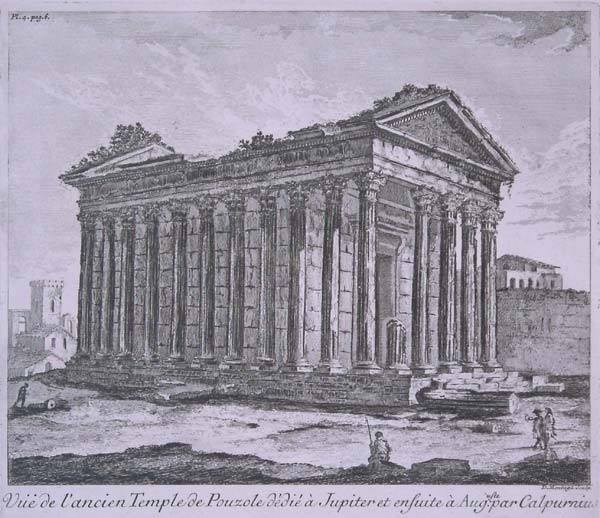
Храм Августа
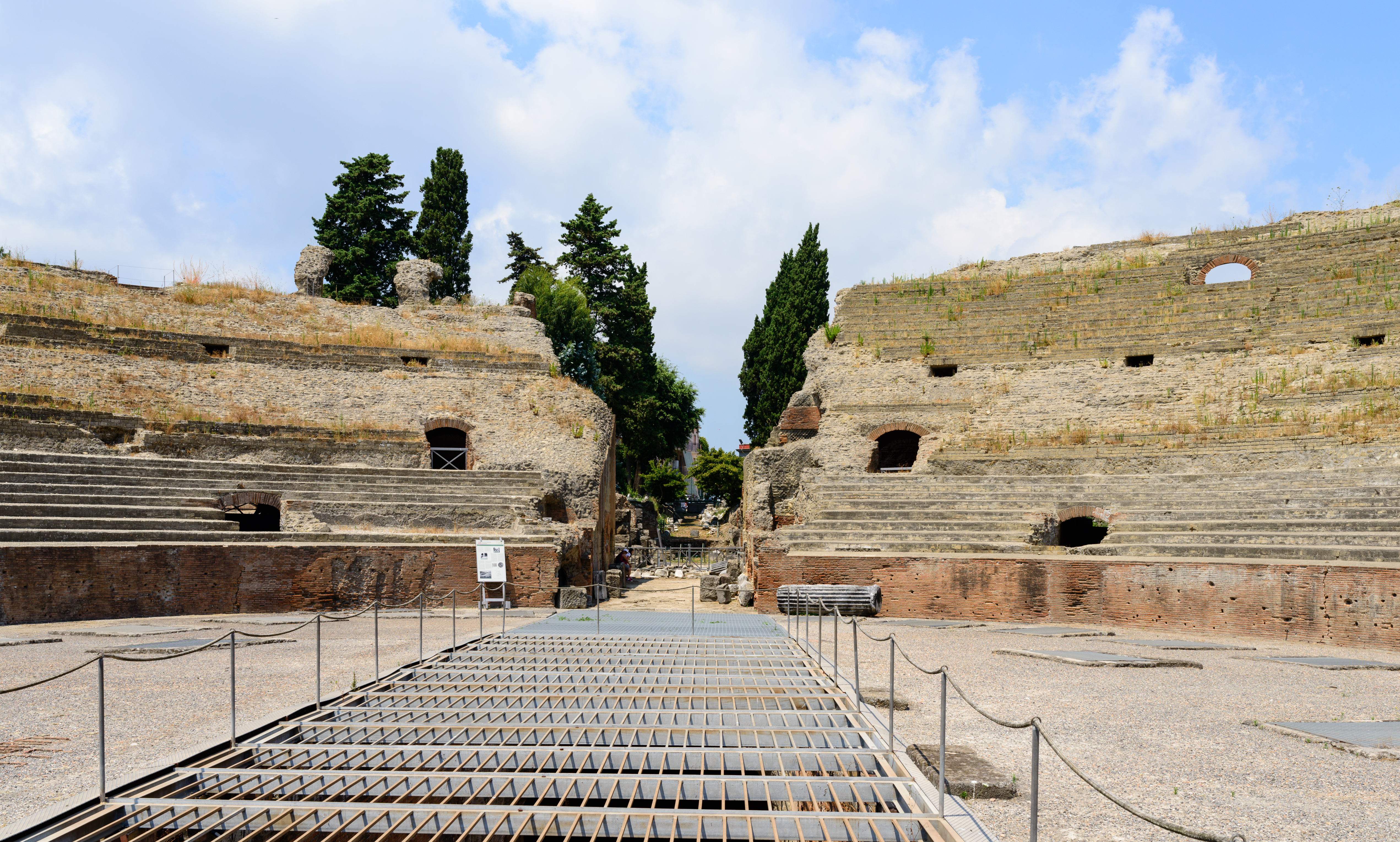
Амфітеатр
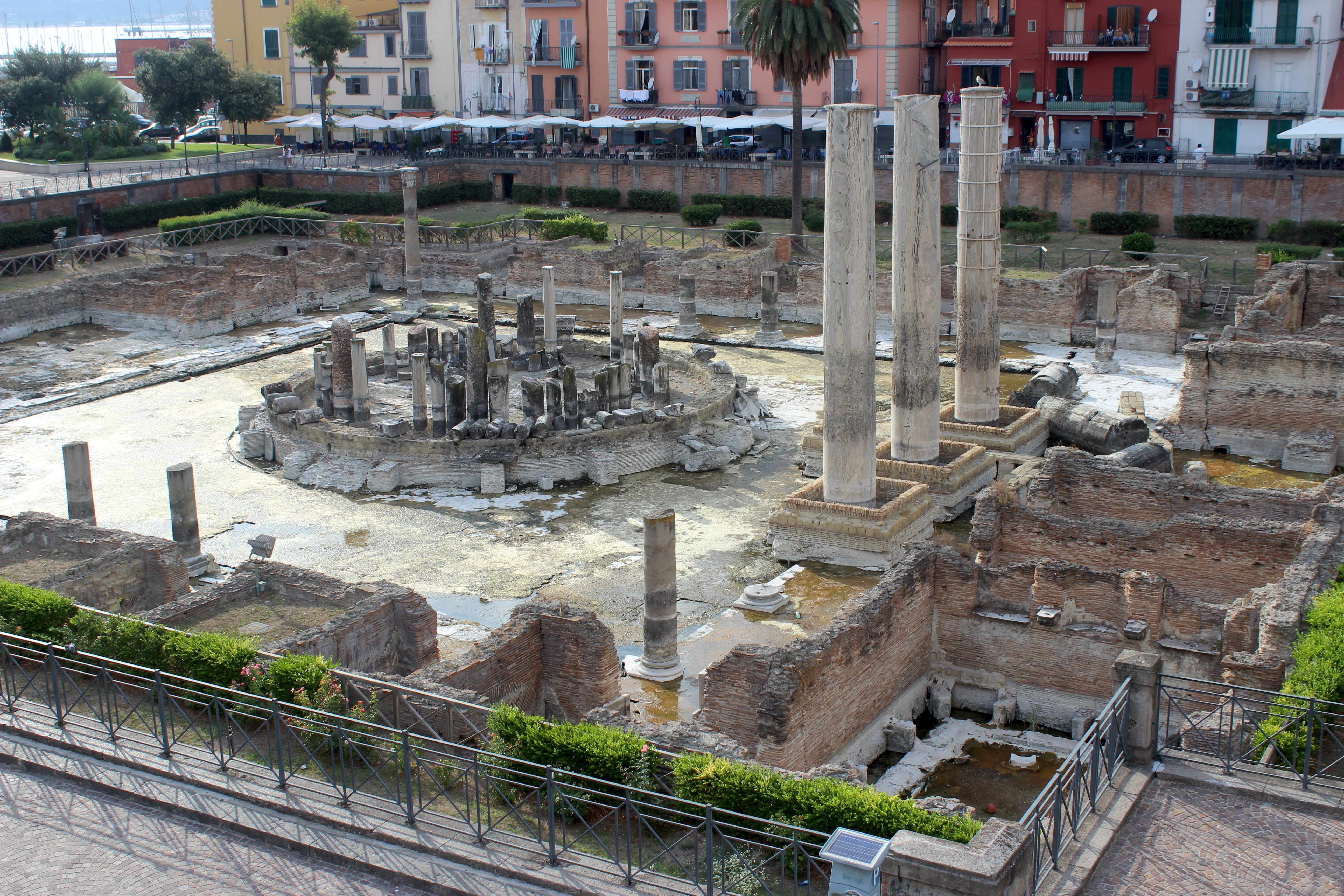
Руїни ринкової площі
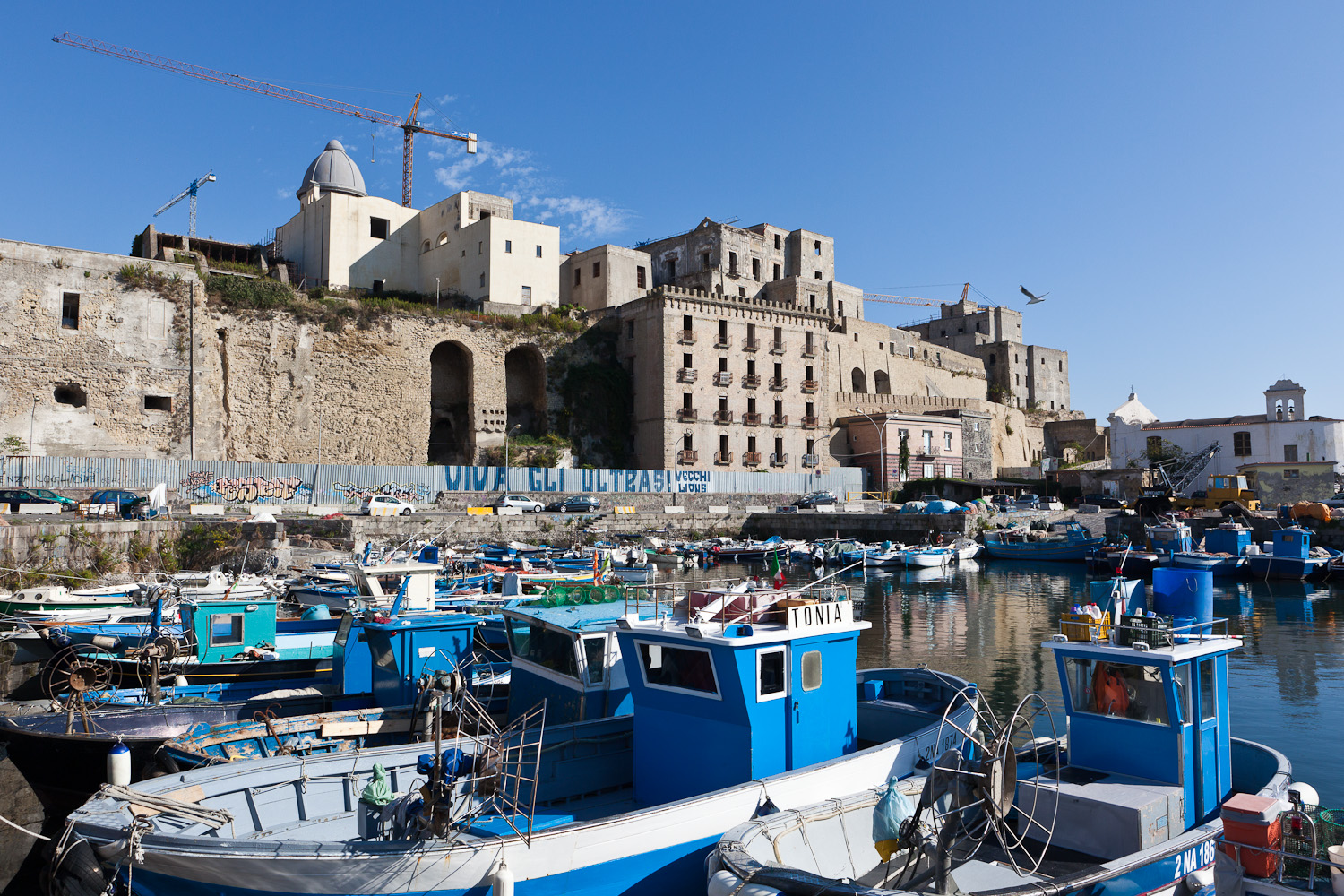
Порт